# Skigebiet Battenhausen

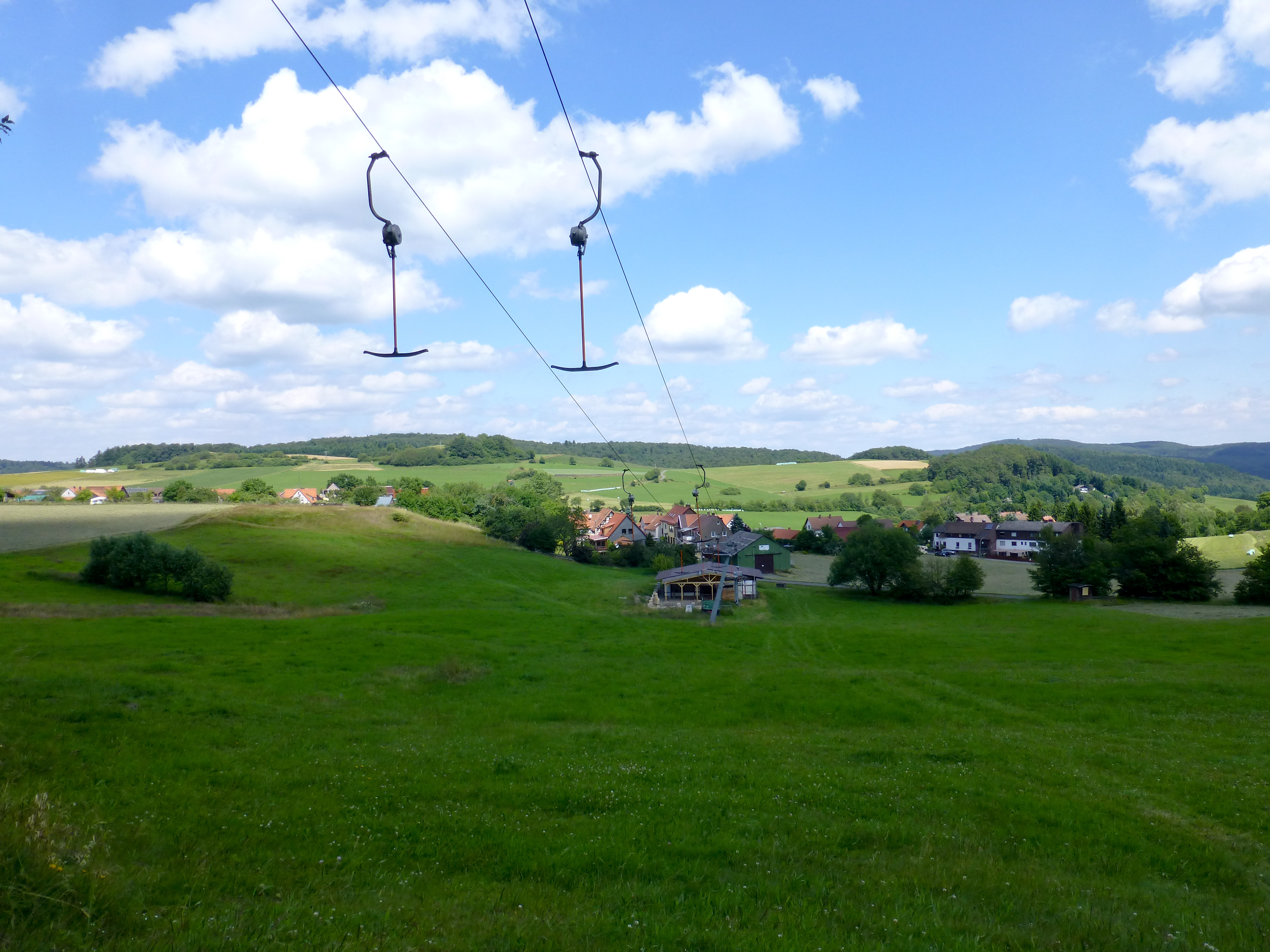
Ehemaliger Skilift

Das Skigebiet Battenhausen ist ein einst öffentlich betriebenes Wintersportgebiet im Kellerwald südlich oberhalb von Battenhausen im nordhessischen Landkreis Waldeck-Frankenberg. Es wurde bis 2017 auf der Nordostflanke des Hohen Lohrs (656,7 m ü. NHN) genutzt – auf etwa 500 bis 580 m Höhe.

## Geschichte und Beschreibung
Im Jahre 1966 wurde der erste Skilift in Betrieb genommen, der damals noch von zwei Traktoren angetrieben wurde, und 1987 ein weiterer; beide waren Schlepplifte. Es gab eine mittelschwere Skipiste und parallel dazu einen Schlittenhang. Für beide war eine Flutlicht- und Beschneiungsanlage vorhanden.
2017 wurde der Skibetrieb eingestellt und ein Lift verkauft; der zweite kleinere Lift war (oder ist?) noch vorhanden, aber die Betriebskosten für TÜV und Versicherungen wollte keiner aufbringen.
Die am unteren Ende der einstigen Abfahrtsstrecke stehende Jausenstation Hüttengaudi ist weiter in Betrieb. Rodeln auf eigene Gefahr ist möglich.